# Gustáv Husák

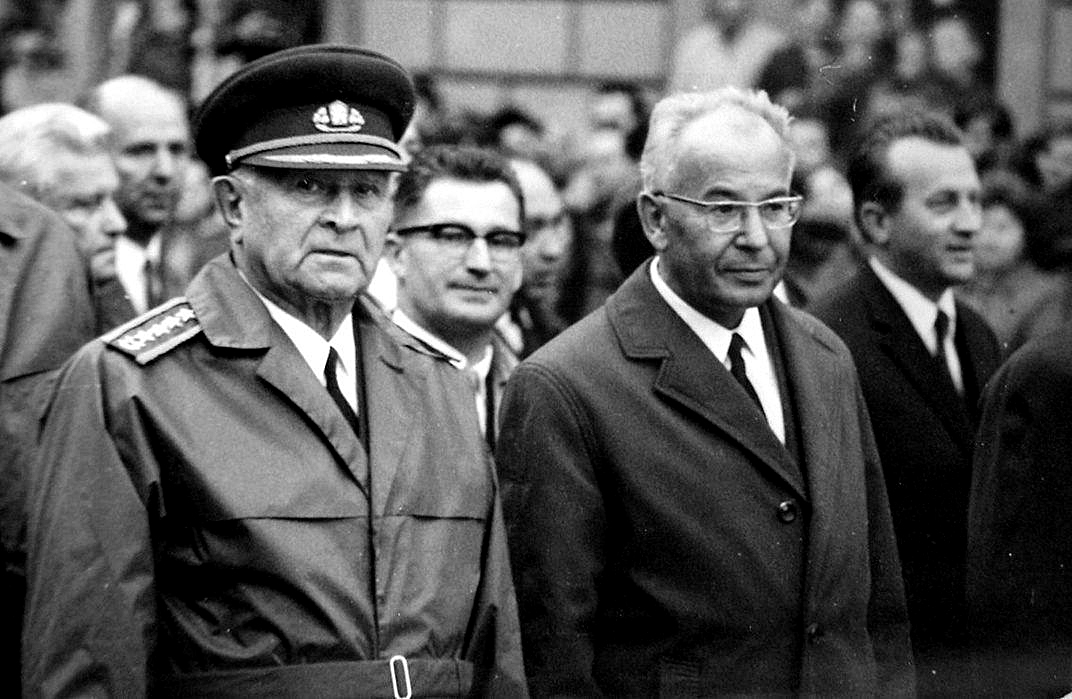
Generał Ludvik Svoboda i Gustav Husak w sierpniu 1969

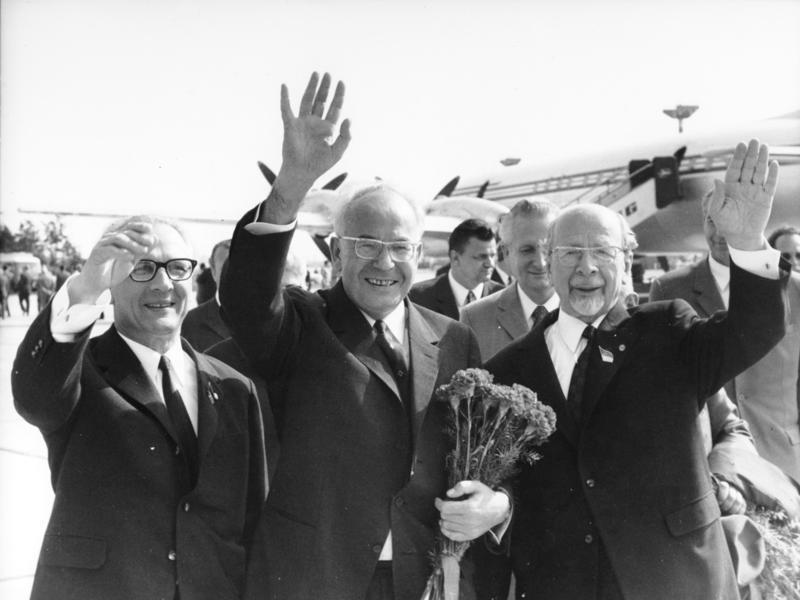
Od lewej: Erich Honecker, Gustav Husak, Walter Ulbricht w 1971

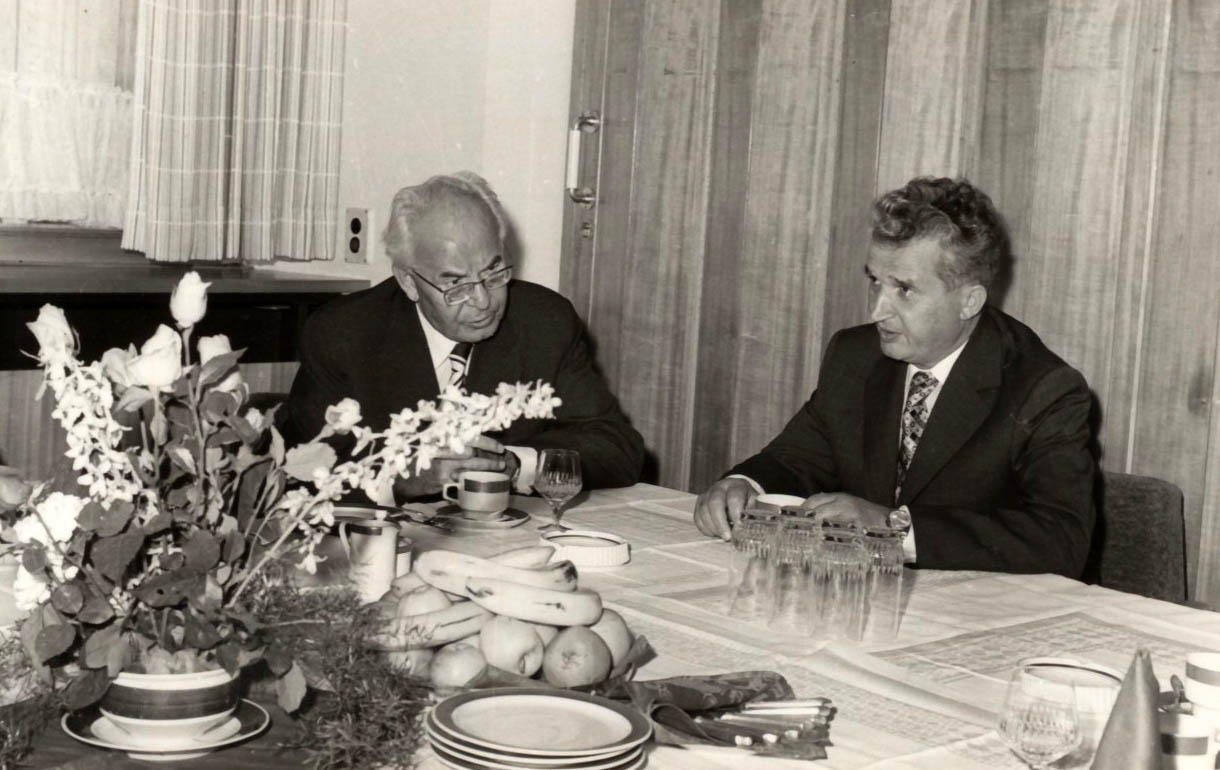
Gustav Husak i Nicolae Ceaușescu (prezydent Rumunii) w 1976

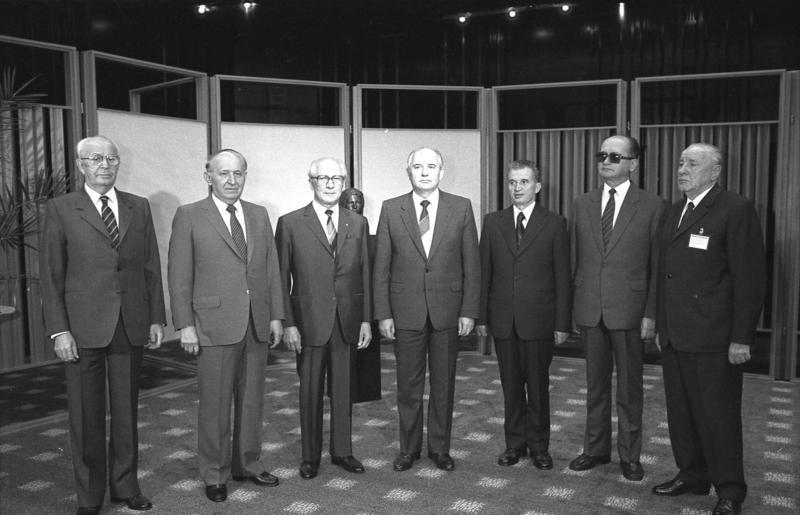
Gustav Husak (pierwszy od lewej) w gronie przywódców państw bloku wschodniego, 1987.

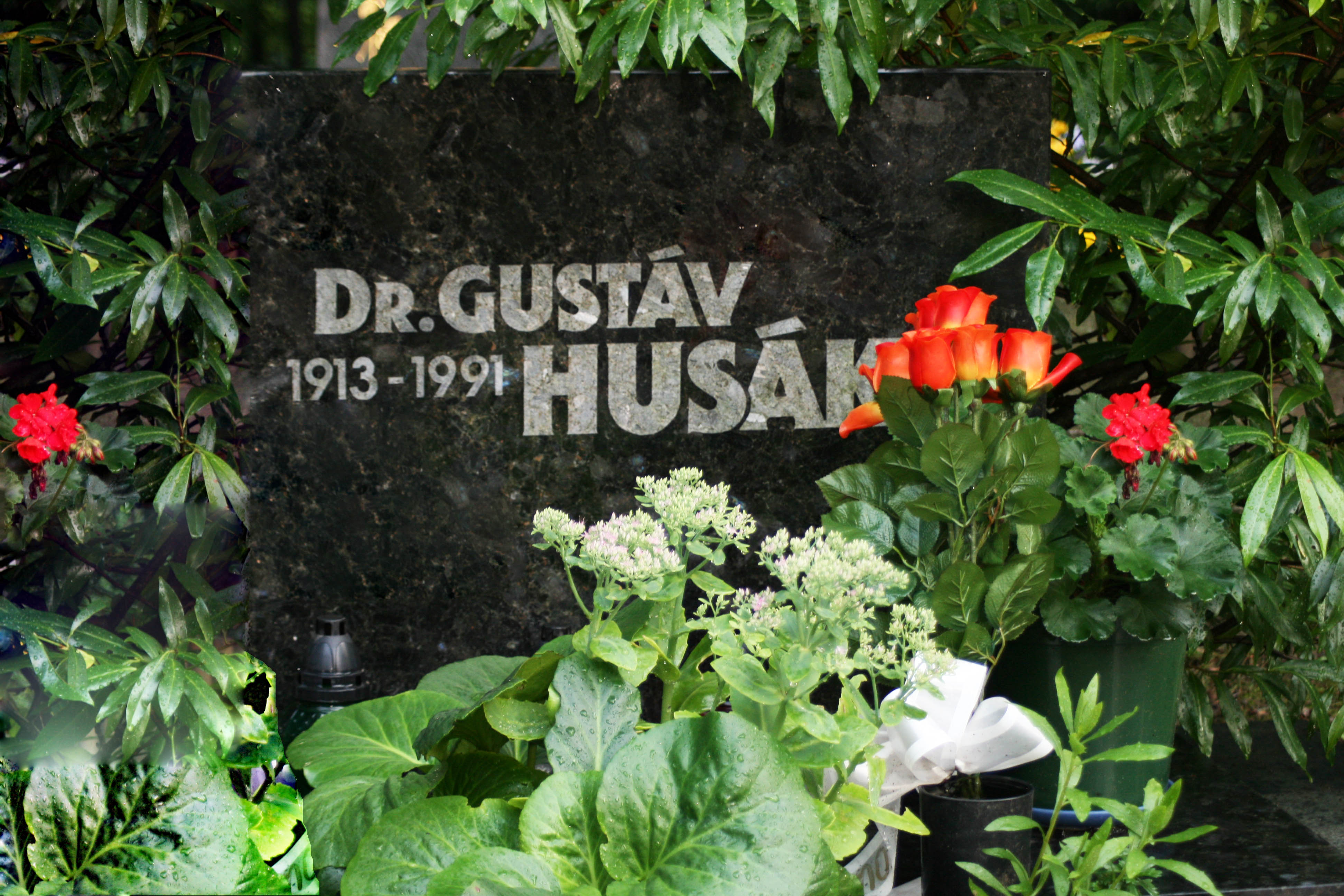
Grób Gustava Husáka w Bratysławie

Gustáv Husák (ur. 10 stycznia 1913 w Dúbravce, zm. 18 listopada 1991 w Bratysławie) – słowacki polityk i działacz komunistyczny. W latach 1969–1987 lider Komunistycznej Partii Czechosłowacji. W latach 1975–1989 prezydent Czechosłowacji.

## Życiorys

### Początki
Pochodził z rodziny chłopskiej. Już przed wybuchem II wojny światowej działał w ruchu komunistycznym. W 1929 (w wieku 16 lat) został członkiem Komunistycznego Związku Młodzieży w Bratysławie. W 1933 podczas studiów na Wydziale Prawa Uniwersytetu w Bratysławie wstąpił do Komunistycznej Partii Czechosłowacji. Należał do kręgu lewicowej inteligencji skupionej wokół Vladimira Clementisa i czasopisma „DAV”, która brała czynny udział w dyskusji na temat przyszłości Słowacji. Był przeciwnikiem scentralizowanego modelu państwa. Po wybuchu II wojny światowej dołączył do grona przeciwników rządów księdza Jozefa Tisy. W wyniku kolejnych awansów pod koniec wojny Husák stał się jednym z przywódców partii. W sierpniu 1943 został członkiem KC KPS. Zgodnie z wytycznymi kierownictwa KPCz w Moskwie robił wszystko, by przeforsować pogląd o konieczności stworzenia szerszej płaszczyzny w walce z reżimem na Słowacji oraz Niemcami hitlerowskimi. Brał udział w podpisaniu tzw. umowy bożonarodzeniowej (24 grudnia 1943) i stworzeniu podziemnej Słowackiej Rady Narodowej (SRN). Z ramienia Rady skontaktował się z przedstawicielami konspiracji wojskowej, którzy skupieni byli wokół podpułkownika Jána Goliana. W sierpniu 1944 wybuchło słowackie powstanie narodowe. W Bańskiej Bystrzycy, siedzibie władz politycznych i sztabu wojskowego powstania, Husák został wiceprzewodniczącym SRN i kierował pracami jej resortu spraw wewnętrznych.

### Okres stalinizmu
Po upadku powstania wszedł w lutym 1945 w skład rządu Słowacji (Prezydium Zespołu Pełnomocników SRN) i starał się go o poszerzyć o wszystkie środowiska opozycji. W styczniu 1945 grupa słowackich komunistów, w której znajdował się również Husák, przebywała w Moskwie, gdzie przedstawiono im projekt utworzenia nowego ośrodka władzy w Czechosłowacji, składającego się z przedstawicieli rządu emigracyjnego Edvarda Beneša i rodzimych komunistów. Od lutego 1945 był członkiem Prezydium KC KPS i przygotował jako jego tymczasowy przewodniczący program autonomii słowackiej w ramach państwowości Czechosłowacji. W maju 1946 odbyły się wybory do Konstytucyjnego Zgromadzenia Narodowego Czechosłowacji. W ich wyniku Husák został szefem rządu Słowacji (Zespołu Pełnomocników SRN). Faktycznie podlegały mu m.in. resort spraw wewnętrznych oraz organy bezpieczeństwa państwa. Był zwolennikiem wysiedlenia mniejszości niemieckich i węgierskich, a także radykalnej rozprawy z funkcjonariuszami rządu Tisy. Podległe Husákowi organy bezpieczeństwa przygotowały wiele działań skierowanych przeciwko tym, którzy nie akceptowali władzy komunistycznej. Prześladowania dotknęły m.in. słowacką Partię Demokratyczną i przedstawicieli Kościoła katolickiego. W lutym 1948 doszło do przewrotu, po którym doszło do dalszego ograniczenia autonomii Słowacji oraz KPS, co nie było po myśli Gustava Husáka. Jego kariera załamała się w 1950. W maju tego roku IX Zjazd KPS skrytykował „burżuazyjny nacjonalizm” wśród członków partii, zaś w lutym 1951 Husák i inni główni działacze zostali wydaleni z partii i aresztowani pod zarzutem słowackiego burżuazyjnego nacjonalizmu.

### Powrót
Podczas przesłuchań był torturowany. Kilkukrotnie odwoływał podpisane przez siebie, wymuszone torturami, zeznania. W kwietniu 1954 w procesie burżuazyjnych nacjonalistów został skazany na dożywotnie więzienie. Był jednym z niewielu oskarżonych, którzy nie przyznali się do winy. W 1960 w ramach amnestii wyszedł na wolność, zaś w 1963 doczekał się rehabilitacji i przywrócenia do partii. Podjął pracę naukową w Instytucie Państwa i Prawa Słowackiej Akademii Nauk. W sierpniu 1964 rozgłos przyniosło mu opublikowanie pamiętników z okresu działalności konspiracyjnej, w których bronił ówczesnej koncepcji i strategii KPS. Gdy władzę w Czechosłowacji objął Alexander Dubček, który rozpoczął program reform, Husák został jednym z jego współpracowników. W kwietniu 1968 objął urząd wicepremiera. Uczestniczył w planach nad opracowaniem programu reformistycznego, jednak latem 1968 był sceptycznie nastawiony do przemian Praskiej Wiosny, popierając interwencję wojsk Układu Warszawskiego 20 sierpnia tegoż roku. Po inwazji na Czechosłowację wziął udział wraz z całym kierownictwem partyjno-państwowym w rozmowach w Moskwie w dniach 23–26 sierpnia 1968. W ich trakcie delegacja czechosłowacka zaakceptowała odwrót od reform Praskiej Wiosny. Gustav Husák zdobył podczas tych rozmów zaufanie Leonida Breżniewa. Istnieje pogląd, według którego Breżniew miał mu obiecać akceptację federalnego modelu Czechosłowacji przez Moskwę.

### Dojście do władzy
Niedługo po powrocie do kraju wystąpił z bezlitosną krytyką XIV Nadzwyczajnego Zjazdu KPCz (tzw. wysoczańskiego), który wyraził protest przeciwko interwencji armii Układu Warszawskiego i żądał kontynuowania reform. Husák starał się udowodnić, że zjazd nie może uważać się za reprezentatywny, skoro brało w nim udział niecałe 10% delegatów ze Słowacji. Pod koniec sierpnia 1968 został I sekretarzem KC KPS i członkiem Prezydium KC KPCz. Jesienią 1968 stanął na czele rządowej komisji, która przygotowała projekt ustawy o federacji czechosłowackiej. Przyjęto ją 27 października 1968. W praktyce Gustav Husák usiłował utrzymać centralistyczny model państwa. 17 kwietnia 1969 Dubček podał się do dymisji, a Husák przejął po nim stanowisko I sekretarza KC KPCz. Głosząc hasła „normalizacji” przyczynił się do spacyfikowania sił zwolenników reform zarówno w partii, jak i w całym społeczeństwie. 6 maja 1970 podpisał umowę o przyjaźni, współpracy i wzajemnej pomocy z ZSRR, która sankcjonowała „okresowe” stacjonowanie armii radzieckiej na obszarze Czechosłowacji. W maju 1971 w trakcie obrad XIV Zjazdu KPCz został wybrany na sekretarza generalnego partii. Powstały wtedy układ personalny przetrwał bez poważniejszych zmian aż do listopada 1989. 29 maja 1975 został prezydentem Czechosłowacji, zastępując chorego Ludvíka Svobodę.

### Charakterystyka rządów i upadek
Po 1969 przeprowadził wielką czystkę w partii i doprowadził do usunięcia z KPCz wszystkich działaczy, którzy nie zgadzali się na politykę całkowitej zależności od Moskwy. Przez kilka lat liczba członków partii zmalała o ponad pół miliona, a około 140 tys. osób udało się na emigrację. Wprowadzono faktyczny zakaz pracy zawodowej dla tych, którzy uznani zostali za wrogów systemu. „Normalizacja” polegała także na zdecydowanej walce z niezależnymi intelektualistami i strukturami Kościoła katolickiego. Blokowano nominacje nowych biskupów i usiłowano organizować duchowieństwo w organizacje prorządowe. Wiosną 1969 Husák zapowiedział, że nie będzie prześladował przeciwników politycznych, lecz kiedy w 1977 został ogłoszony manifest Karta 77, jego sygnatariusze zostali skazani w procesach politycznych. Kiedy do władzy w ZSRR doszedł Michaił Gorbaczow, pozycja polityczna Gustava Husáka, który otwarcie sprzeciwiał się polityce głasnosti i pierestrojce, uległa osłabieniu. 17 grudnia 1987 Husák zrezygnował z funkcji sekretarza generalnego KC KPCz. Do końca odmawiał prowadzenia rozmów z opozycją. Po masowych demonstracjach i strajkach w listopadzie 1989, musiał w grudniu 1989 zaakceptować tzw. rząd porozumienia narodowego Mariána Čalfy, który składał się z przedstawicieli KPCz i opozycji. 10 grudnia 1989 złożył urząd prezydenta Czechosłowacji. 18 stycznia 1990 został wykluczony z partii komunistycznej.
Pochowany został na cmentarzu w Bratysławie.

## Spuścizna
Współcześnie do dorobku Gustava Husáka odwołuje się Komunistyczna Partia Słowacji.
Od jego nazwiska pochodzi określenie husakowskie pokolenie (czes.: Husákovy děti, słow.: Husákove deti) używane na określenie pokolenia ludzi urodzonych w Czechosłowacji podczas wyżu demograficznego, który rozpoczął się na początku lat 70. XX wieku

## Ordery i odznaczenia

### Czechosłowacja
- Bohater Czechosłowackiej Republiki Socjalistycznej (trzykrotnie)
- Order Klementa Gottwalda (czterokrotnie)
- Order Zwycięskiego Lutego

### Związek Radziecki
- Złota Gwiazda Bohatera Związku Radzieckiego (1983)
- Order Lenina (czterokrotnie)
- Order Rewolucji Październikowej (1978)
- Medal jubileuszowy „W upamiętnieniu 100-lecia urodzin Władimira Iljicza Lenina”

### Pozostałe
- Order Flagi Narodowej (Koreańska Republika Ludowo-Demokratyczna, dwukrotnie)
- Order Flagi WRL I klasy (Węgry)
- Order José Martí (Republika Kuby)
- Order Playa Girón (Republika Kuby)
- Order Pahlawiego (Iran)
- Order Stara Płanina (Ludowa Republika Bułgarii)
- Order Georgi Dimitrowa (dwukrotnie, Ludowa Republika Bułgarii)
- Order Zasługi Cywilnej (Syria)
- Order „Zwycięstwo Socjalizmu” (Socjalistyczna Republika Rumunii)
- Order Gwiazdy (Socjalistyczna Republika Rumunii)
- Order Karla Marksa (Niemiecka Republika Demokratyczna, dwukrotnie)
- Order Suche Batora (Mongolska Republika Ludowa, trzykrotnie)
- Krzyż Wielki Orderu Maja (Argentyna)
- Krzyż Wielki Orderu Białej Róży Finlandii (1987)
- Krzyż Wielki Orderu Odrodzenia Polski (Polska Ludowa, 1948)[5]